# VM i landevejscykling 2027
VM i landevejscykling 2027 vil blive den 100. udgave af VM i landevejscykling. Det vil foregå fra den 11. til 26. september 2027 i den franske kommune Sallanches i departementet Haute-Savoie.
I september 2022 meddelte UCI at verdensmesterskaberne i 2027 for niende gang i historien skulle afholdes i Frankrig, og for fjerde gang i Haute-Savoie. Hele arrangementet er udvidet til også at inkludere disciplinerne  mountainbike, BMX og banecykling i et såkaldt ”superverdensmesterskab”.